# Phalaenopsis mirabilis
Phalaenopsis mirabilis là một loài thực vật có hoa trong họ Lan. Loài này được (Seidenf.) Schuit. mô tả khoa học đầu tiên năm 2007.